# Lars Tolumnio
Lars Tolumnio anche Lars Tolumnius,  in etrusco Larth Tulumnes (... – Fidene, 437 a.C.) è stato un re etrusco del V secolo a.C.
È il più famoso sovrano della potente e ricca città etrusca di Veio, situata 10 miglia a nord-ovest di Roma, ed è ricordato per aver dato inizio alla guerra con la Repubblica romana, che portò alla distruzione del suo regno e alla sconfitta della sua città. 

## Biografia
Molto poco si sa su Tolumnio al di fuori di ciò che di lui raccontano le fonti romane. 
Quando nel tardo 438 a.C. la colonia romana di Fidene si ribellò contro madrepatria, a cui era alleata, i suoi capi offrirono il controllo della città a Tolumnio, che accettò; in seguito fece giustiziare i quattro ambasciatori inviati da Roma a chiedere la restituzione del controllo su Fidene.
Indignato dalle azioni di Tolumnio, il Senato romano dichiarò guerra a Veio e nel 406 a.C., inviò un esercito consolare al comando di Lucio Sergio, che incontrò Tolumnio e i Fidenati a sud dell'Aniene. Sergio ebbe la meglio nonostante i brutali combattimenti e si guadagnò l'appellativo di "Fidenate", ma le perdite romane furono così elevate che venne dichiarato lo stato di emergenza e il Senato nominò Mamerco Emilio Mamercino dittatore per far fronte alla minaccia rappresentata dalle forze di Tolumnio.
Mettendo insieme le sue truppe, il dittatore fortificò una posizione alla confluenza dell'Aniene con il Tevere e attese che Tolumnio offrisse battaglia. Tolumnio, il cui esercito era stato rinforzato da un contingente di Falerii, si accontentò di lasciare che fossero i Romani a fare la prima mossa, ma gli uomini di Falerii erano ansiosi di combattere, così il re accettò di scendere in campo il giorno seguente. Inviò un contingente di Veienti attraverso le colline per attaccare i Romani dalle retrovie e la battaglia ebbe inizio.
I combattimenti furono feroci e resi particolarmente degni di nota dalle azioni della cavalleria romana ed etrusca. La cavalleria romana sfondò le linee etrusche e iniziò a inseguire i soldati in fuga, mentre Tolumnio, alla testa dei cavalli etruschi, si oppose valorosamente alla difesa dei suoi soldati. L'esito della battaglia rimase in dubbio fino a quando Aulo Cornelio Cosso, uno dei tribuni militari in servizio nella cavalleria, caricò il re e lo disarcionò. Prima che Tolumnius potesse rialzarsi, Cosso smontò e costrinse il re a terra con il suo scudo e lo trafisse ripetutamente con la sua lancia. Con la morte del re, la cavalleria etrusca abbandonò il campo e la battaglia fu decisa.
In riconoscimento della sua vittoria, al dittatore Mamerco fu concesso un trionfo, anche se l'eroe più famoso della battaglia fu Cosso, che rivendicò gli spolia opima, spogliando le armi e le armature del re caduto e dedicandole al tempio di Giove Feretrio. Nel frattempo, quattro statue furono erette sui rostri del foro, in memoria degli ambasciatori uccisi.